# Didier Ratsiraka
Didier Ignace Ratsiraka, född 4 november 1936 i Vatomandry-distriktet i Atsinanana, död 28 mars 2021 i Antananarivo, var president i Madagaskar 15 juni 1975–27 mars 1993 samt 9 februari 1997–5 juli 2002. Han tjänstgjorde även som utrikesminister under Gabriel Ramanantsoa 1972–1975.